# Józef Szamocki
Józef Szamocki (ur. 4 października 1954 w Gdyni) – polski duchowny rzymskokatolicki, doktor nauk teologicznych, biskup pomocniczy toruński od 2000.

## Życiorys
Urodził się 4 października 1954 w Gdyni. Po ukończeniu II Liceum Ogólnokształcącego im. Adama Mickiewicza w Gdyni studiował w Wyższym Seminarium Duchownym w Pelplinie. Święceń prezbiteratu udzielił mu 29 kwietnia 1979 biskup diecezjalny chełmiński Bernard Czapliński. Inkardynowany został do diecezji pelplińskiej. W 1995 ukończył Akademię Teologii Katolickiej w Warszawie ze stopniem doktora na podstawie dysertacji Duchowość kapłana diecezjalnego w Instytucie Świeckim Kapłańskim Misjonarzy Królewskości Chrystusa na podstawie pism Gabriela Mercola (1971–1991).
W latach 1979–1983 pracował jako wikariusz w parafii Ścięcia św. Jana Chrzciciela w Chojnicach. Od 1983 do 1988 przebywał na misji w Zambii, gdzie był administratorem parafii św. Rodziny w Lusace. Od 1990 do 1992 pełnił funkcję diecezjalnego dyrektora Papieskich Dzieł Misyjnych. W latach 1988–1992 był ojcem duchownym w seminarium w Pelplinie. Prowadził wykłady w pelplińskim seminarium oraz zajęcia formacyjne dla osób konsekrowanych. W 1995 został inkardynowany do diecezji toruńskiej. Był ojcem duchownym seminarzystów oraz delegatem biskupim ds. zakonnych w kurii diecezjalnej.
20 kwietnia 2000 papież Jan Paweł II mianował go biskupem pomocniczym diecezji toruńskiej ze stolicą tytularną Clypia. Święcenia biskupie otrzymał 27 maja 2000 w bazylice katedralnej św. Jana Chrzciciela i św. Jana Ewangelisty w Toruniu. Konsekracji dokonał biskup diecezjalny toruński Andrzej Suski w asyście arcybiskupa metropolity gdańskiego Tadeusza Gocłowskiego i arcybiskupa metropolity gnieźnieńskiego Henryka Muszyńskiego. Jako zawołanie biskupie przyjął słowa „Servire Ecclesiae” (Służyć Kościołowi). W diecezji toruńskiej objął urząd wikariusza generalnego. Po przejściu Wiesława Śmigla na arcybiskupstwo szczecińsko-kamieńskie, od 30 października 2024 do 4 czerwca 2025, pełnił funkcję administratora diecezji.
W strukturach Konferencji Episkopatu Polski został delegatem ds. Instytutów Świeckich, a także członkiem Komisji ds. Instytutów Życia Konsekrowanego i Stowarzyszeń Życia Apostolskiego, Komisji ds. Misji i Rady ds. Środków Społecznego Przekazu.